# Seegrehna
Seegrehna ist eine Ortschaft und ein Ortsteil von Lutherstadt Wittenberg in Sachsen-Anhalt.

## Geografie
Seegrehna liegt zirka sechs Kilometer südwestlich des Stadtzentrums südlich der Elbe und gehört zum Biosphärenreservat Mittelelbe der UNESCO.

## Geschichte
Bereits 1004 wird eine Siedlung mit dem slawischen Namen Grodisti (vgl. niedersorbisch groźišćo, „Burgwall“) auf dem Gebiet des heutigen Seegrehna erwähnt.
Die im Ursprung romanische Feldsteinkirche wurde vermutlich im frühen 13. Jahrhundert errichtet. Nach Zerstörungen im Dreißigjährigen Krieg erhielt sie eine neue Ausstattung, darunter Deckengemälde des Wittenberger Malers Michael Adolf Siebenhaar. Seit 1983 steht sie unter Denkmalschutz.

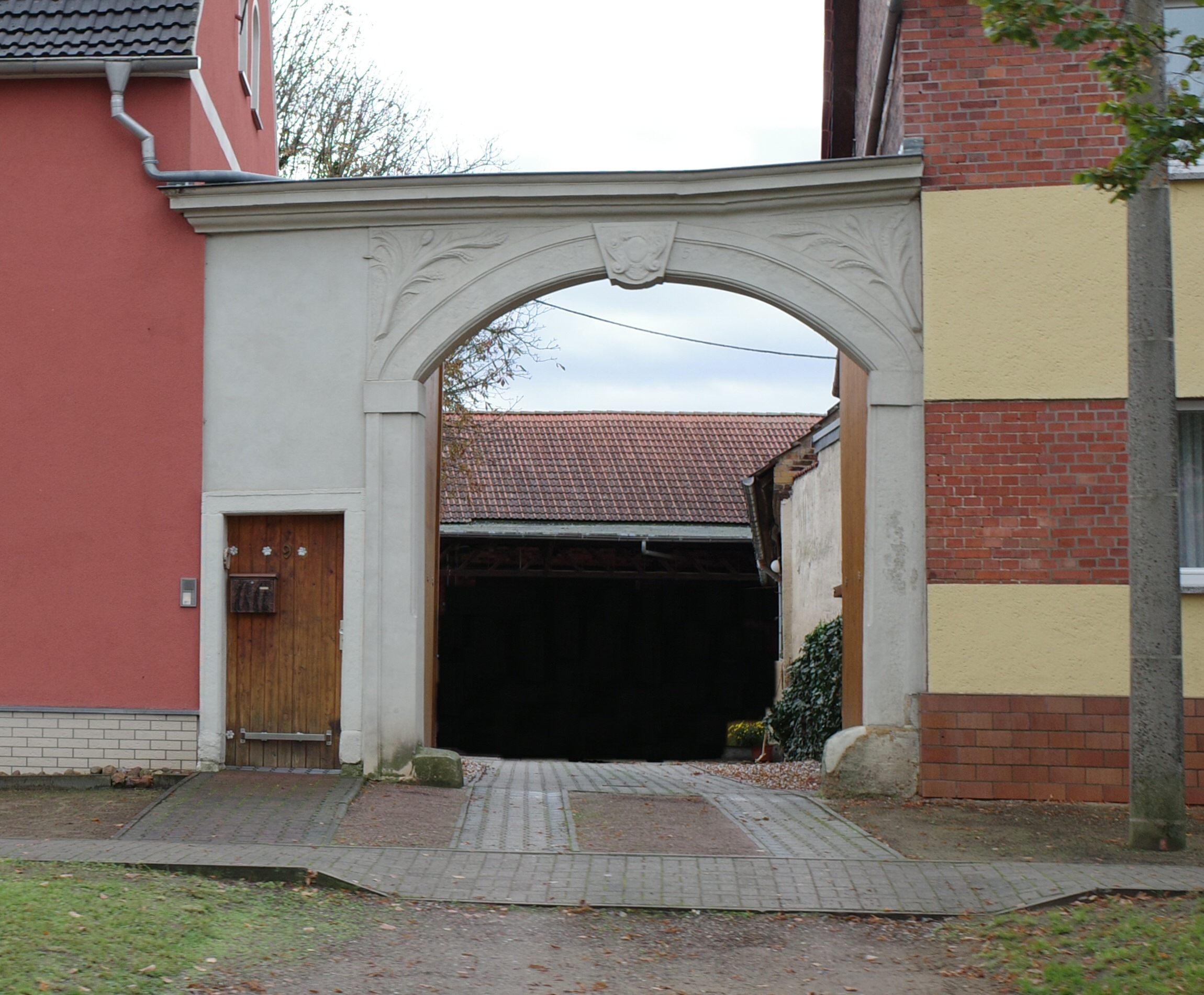
Historische Toreinfahrt

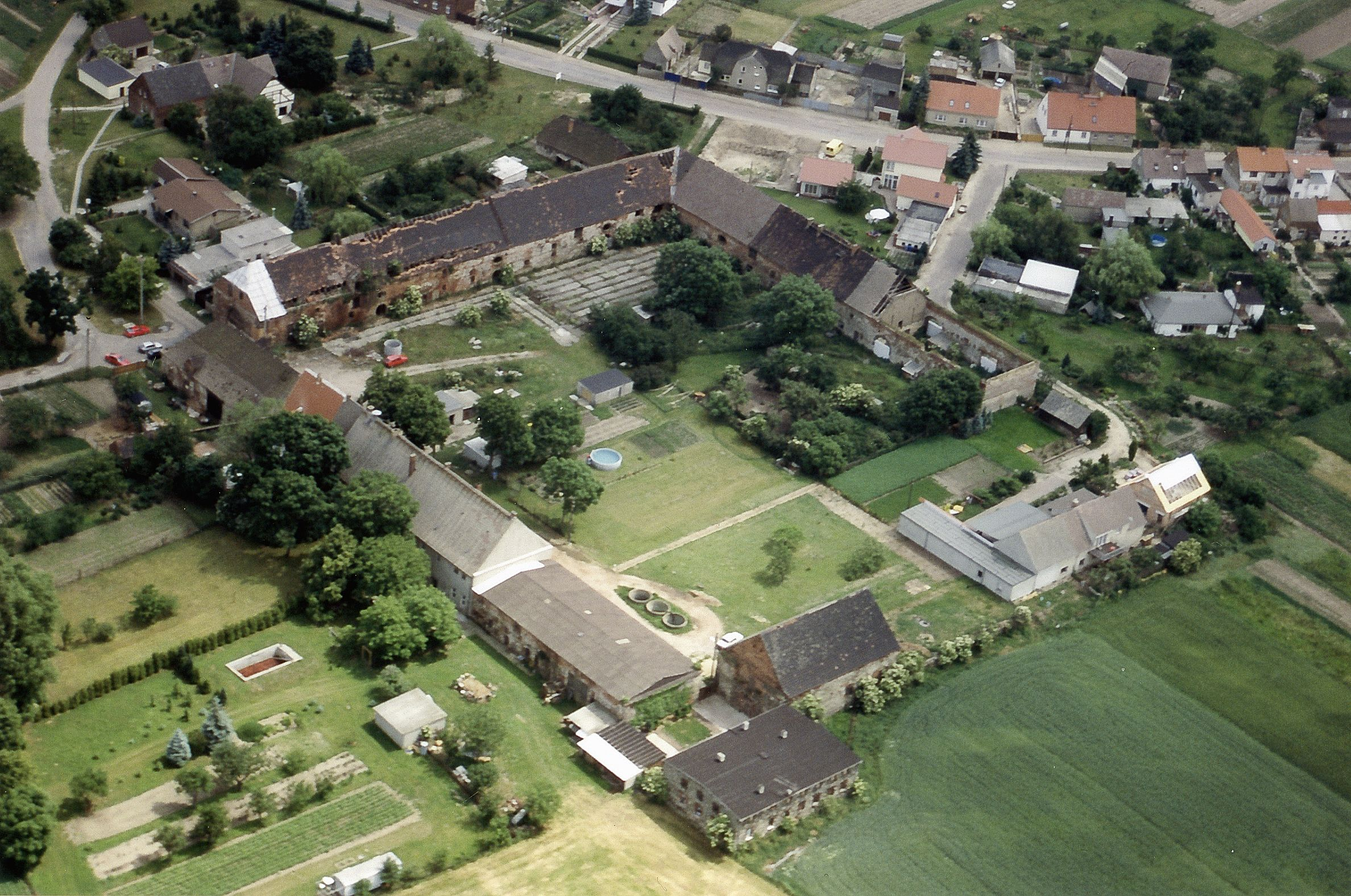
Bleesern

1522 heiratete der Wittenberger Reformator Andreas Bodenstein (genannt Karlstadt) Anna von Mochau, die Tochter des Seegrehnaer Gutsbesitzers. Von 1526 bis 1529 lebte er mit seiner Familie auf dem Rittergut. 1526 wurde hier über dem spätgotischen Taufstein Bodensteins zweiter Sohn Andreas getauft. Dabei fungierten Philipp Melanchthon, Justus Jonas und Katharina Luther als Paten. Das Ereignis war von großer reformationsgeschichtlicher Bedeutung, denn damit vollzog Bodenstein, der früher das Taufsakrament abgelehnt hatte, in einem wichtigen Punkt die Annäherung an lutherische Positionen.
Im 12. Jahrhundert entstand nahe Seegrehna der Burgward Bleesern, aus dem sich im 14. Jahrhundert ein Vorwerk der herzoglichen Burg in Wittenberg entwickelte. Vom 15. bis zum 18. Jahrhundert befand sich in Bleesern das Hofgestüt der sächsischen Kurfürsten. Im 17. Jahrhundert wurde dort nach Plänen des sächsischen Oberlandbaumeisters Wolf Caspar von Klengel das bestehende Gestütsgebäude errichtet, das heute als ältestes erhaltenes Bauwerk dieser Art in Deutschland gilt.
Am 26. Februar 1993 wurde der Sportverein Seegrehna 1993 e. V. gegründet.
2002 waren nach einem Deichbruch an der Elbe Teile Seegrehnas vom Hochwasser betroffen.

## Sehenswürdigkeiten
- Kirche
- Rittergut mit historischer Toreinfahrt[3]
- Hofgestüt Bleesern

Der Alte Friedhof Bleesern ist als Baudenkmal ausgewiesen.

## Verkehr
Seegrehna liegt an der Landesstraße L 131 zwischen Oranienbaum und Pratau.